# Robert Layton (musicologue)
Pour les articles homonymes, voir Robert Layton et Layton.
Robert Layton est un musicologue britannique né le 2 mai 1930 à Londres et mort le 9 novembre 2020.

## Biographie
Robert Layton naît le 2 mai 1930 à Londres,.
Il étudie au Worcester College d'Oxford, où il obtient un Bachelor of Arts en 1953 sous la direction d'Edmund Rubbra et d'Egon Wellesz, avant de se rendre en Suède, où il apprend le suédois et étudie avec Carl-Allan Moberg (de) à l'Université d'Uppsala ainsi qu'à l'Université de Stockholm entre 1953 et 1955,.
Il enseigne quelques années puis entre en 1959 à la BBC pour s'occuper de la présentation de la musique. En 1961, il devient responsable des entretiens musicaux, puis est producteur principal d'entretiens musicaux à compter de 1970 et producteur principal de musique de 1982 à 1990.
En tant que musicologue, Robert Layton est spécialiste de la musique scandinave. Il écrit sur Franz Berwald et Jean Sibelius, notamment, et rédige la majorité des articles sur les compositeurs scandinaves pour The New Grove — ajoutant même par facétie la biographie d'un compositeur danois imaginaire, Dag Henrik Esrum-Hellerup, dont le nom est forgé en s'inspirant de stations du métro de Copenhague, article qui sera supprimé de la nouvelle édition de l'encyclopédie,,.
Il réalise par ailleurs de nombreuses émissions radiophoniques, contribue à Gramophone et co-dirige The Stereo Record Guide (en). Il est aussi rédacteur général des BBC Music Guides entre 1974 et 1990.
Il a reçu la médaille Sibelius (en), a été fait chevalier de l'ordre de la Rose blanche en 1988 et a été décoré de l'Ordre royal de l'Étoile polaire par la Suède en 2001,.
Robert Layton meurt le 9 novembre 2020.

## Écrits
Robert Layton est notamment l'auteur de :
- Franz Berwald (en suédois, Stockholm, 19556 ; en anglais, Londres, 1959) ;
- Sibelius (Londres, 1965 ; 3e éd. rév., 1983) ;
- Sibelius and His World (Londres, 1970).

Il a également édité A Companion to the Concerto (Londres, 1988).

## Distinctions
- Chevalier de l'ordre de la Rose blanche